# تطرف عنيف

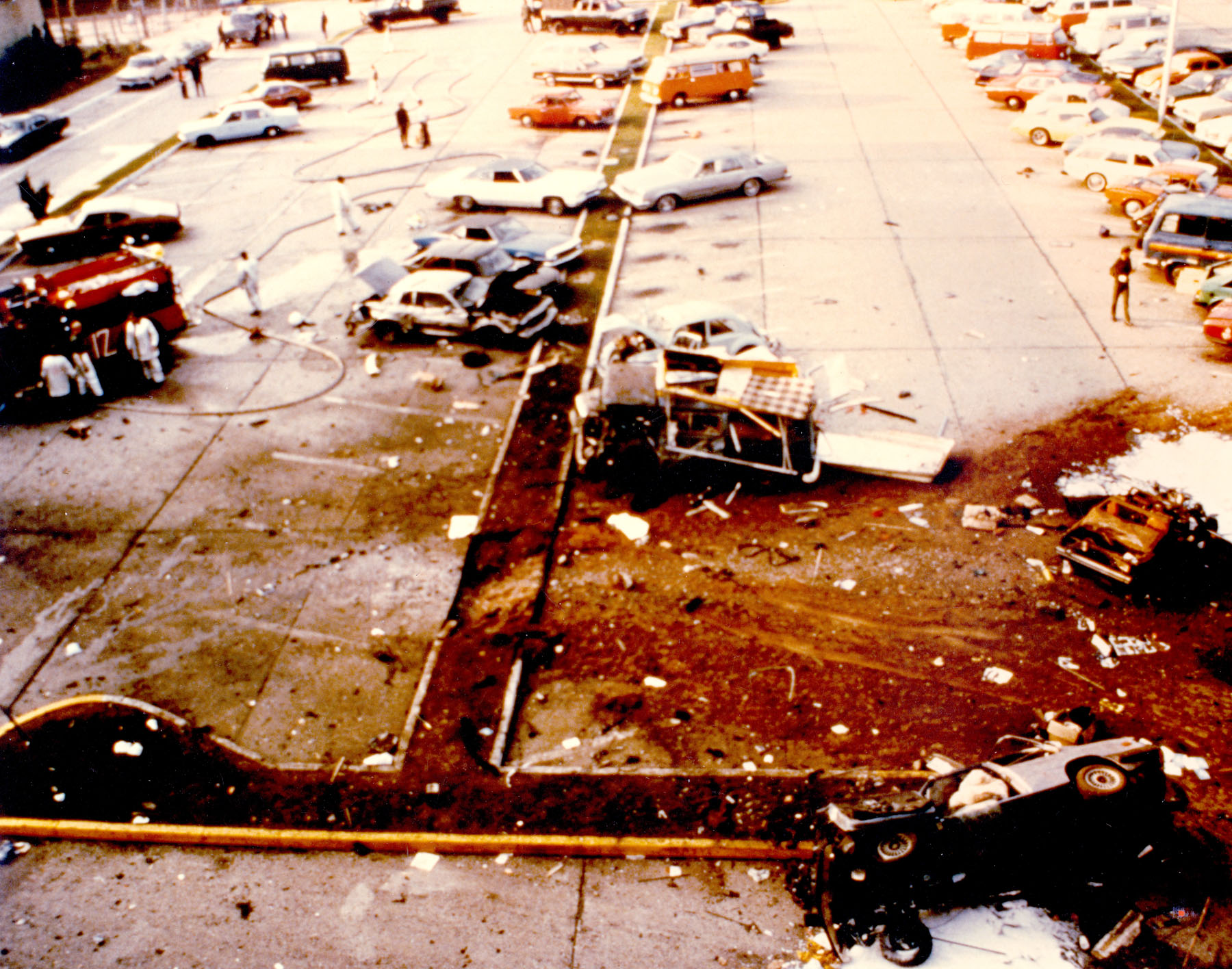
التطرف العنيف

يشير مصطلح «التطرف العنيف» إلى معتقدات وأفعال مؤيدي أو مستخدمي العنف ذو الدوافع الإيديولوجية لتعزيز الأهداف الإيديولوجية أو الدينية أو السياسية الأكثر تطرفاً.  وجهات نظر المتطرف العنيف ترتبط بالعديد من القضايا منها السياسية، الدينية والعلاقات بين الجنسين ولا يخلو أي مجتمع، جماعات دينية أو وجهات نظر دولية من التطرف العنيف.  بالرغم من أن «التطرف» مصطلح مُتنازع عليه لكن يتم إستخدامه لتعريف العملية التي يقوم من خلالها شخص أو مجموعة من اعتبار العنف وسيلة شرعية ومرغوبة للقيام بأعمالهم. الفكرة المتطرفة التي لا تتضمن ممارسة العنف لتحقيق أهداف سياسية يمكن رؤيتها أنها عادية ومقبولة ويتم الترويج إليها من المجموعات التي تقوم بنشاطها في إطار قانوني. ويمكن استخدام التطرف العنيف كإسم حركى للإرهاب الإسلامى.
في المصطلحات العسكرية الأمريكية تسُتخدم عبارة " المنظمات المتطرفة العنيفة وعرفت حكومة أوباما هذة الجماعات على أنها مجموعة من  الأفراد الداعمين أو الممارسين للعنف المُقترن بأيدولوجية لتحقيق أهداف سياسية أكبر وتتضمن هذة المجموعات كلٍ من المنظمات الإرهابية ذات الدوافع الأيديولوجية  والمتطرفين العنيفين المحليين.
في دراسة بحثية أجرتها جامعة موناش بالتعاون مع الامم المتحدة يرى العديد من المحللين أن الإرهاب والتطرف العنيف أجزاء من «العالم الذكورى» إذ أن الرجال عادة ما ينخرطون في أعمال العنف ويقودون الجماعات مثل داعش أو كيو كلوكس كلان والمنفذين الاساسيين في هجومات «الرجل الواحد» الإرهابية وكنتيجة لذلك فإن العنف المتطرف من الرجال أمراً طبيعياً بينما الصورة النمطية عن النساء هي أنهن غير عنيفات. بسبب هذا التحيز فإن العنف المتطرف المؤدى إلى الإرهاب لم يتم تحليله بشكلٍ كافٍ من ناحية الجنس.

## التطرف العنيف والنساء
أثبت صعود وسقوط داعش أن النساء قد يكنَ عضوات ناشطات في الجماعات الإرهابية ولهن دور فعال في التجنيد، اللوجستيات، الجانب المالى، جمع المعلومات الاستخبارية، والاستطلاع وإنفاذ قوانين الأخلاق مع بعض الأدلة على القتال والتفجيرات الانتحارية وحتى في ظل التمسك الشديد بالأدوار داخل الاسرة، قد يقمن النساء بتحريض غيرهن على العنف داخل عائلتهن وقد يتم تحريضهن على العنف من خلال الزواج. هناك عدة عوامل مركبة تقود النساء لدعم الجماعات المتطرفة والتي تدعو للممارسات التي تقيد بشدة حقوقهم الإنسانية الأساسية في التعليم والسلامة الجسدية وحرية الحركة والتعبير وتكوين الجمعيات وما إلى ذلك.
في الدراسة السابق ذكرها يتم بحث لماذا وكيف التطرف في العنف يحدث من وجهة نظر الجنس خاصة تحليل العلاقة غير المكتشفة بين المواقف والممارسات التي تشير إلى كره النساء (الخوف وكره المرأة أو/و النساء) ودعم العنف المتطرف. تم جمع بيانات المسح أو الدراسة في اربع دول (اندونسيا، بنجلاديش، الفلبين وليبيا) وعند تحليل نوع الجنس وجدت أدلة عن ديناميكية داعمة متبادلة بين كره النساء والعنف المتطرف.
يبحث المسح الهويات والعلاقات المجتمعية القائمة على نوع الجنس على مدى تأثيرها كدوافع للعنف المتطرف وكيفية اختلافها بين الرجل والمرأة.
الأسئلة كانت متعلقة باستخدام الفرد لوسائل التواصل الإجتماعى، التدين، الذكورة، التحيز الجنسي، والمواقف والسلوكيات المتعلقة بالعنف ضد المرأة والردود على مقياس من خمس نقاط. في آسيا تم المسح على 3019 شخص (1479 سيدة و1527 رجل) في مناطق معروفة أنها معرضة لخطر التطرف العنيف في الفلبين، بنجلاديش واندونسيا بين أكتوبر وديسمبر 2019 أما ليبيا فتم المسح على 1007 شخص (507 رجل و500 إمرأه) في ثلاث مناطق بالبلد (سبحة وبنغازى وطرابلس) بين إبريل ويونيو 2019.
وجد البحث أن التمييز الجنسى والعنف ضد المرأة عوامل مرتبطة بشكل كبير بدعم التطرف العنيف. في دول آسيا المستهدفة الأشخاص الداعمين للعنف ضد المرأة يدعمون العنف المتطرف ثلاث اضعاف غيرهم. في ليبيا الارتباط بين دعم العنف ضد المرأة والعنف المتطرف أكثر وضوحا بين الرجال من النساء ولكنه تواجد بين النساء أيضاً. حوالى نصف المشاركين من ليبيا وافقوا على أن العنف القائم على نوع الجنس  قد يدفع النساء للانضمام للجماعات المتطرفة حيث أن 39% من المشاركين اعتقدوا أن الاغتصاب أحد الدوافع للانضمام لتلك الجماعات  وتجارب النساء من العنف تؤثر على رفضهن أو دعمهن للجماعات المتطرفة وتسعى هذة الجماعات لتشويه تغيير أدوار الجنسين واستخدام تهديدات العنف القائم على الجنس والإهانة للإناث لأنهن يعتبرن النساء المتكمنات خطرًا.
على النقيض من ذلك، لم تكن هناك علاقة كبيرة بين التدين، العمر، الجنس، مستوى التعليم ودعم التطرف العنيف في آسيا. في ليبيا، على نحو مماثل، لم يكن هناك ارتباط بين التدين، العمر، الجنس، مستوى التعليم، العمل والمنطقة الجغرافية ودعم التطرف العنيف في جميع البلدان الأربعة، هناك علاقة إيجابية وهامة بين دعم التطرف العنيف ودعم العنف ضد المرأة. من المفاجئ والجدير بالملاحظة، في بنجلاديش وإندونيسيا، أن هذا الارتباط  أقوى وأعلى بين النساء من الرجال. وعلى العكس، في الفلبين وليبيا، فإن هذا الارتباط أعلى بين الرجال منه في النساء.
يعد كره النساء ودعم العنف ضد المرأة من العوامل الحاسمة والمهملة في دفع الناس، بمن فيهم النساء، لدعم التطرف العنيف. في البلدان الآسيوية الثلاثة، هناك علاقة معنوية وإيجابية ومعتدلة بين دعم التطرف العنيف والتمييز الجنسي المعادي (كره النساء) وعلاقة هامة، لكنها أقل قوة مع دعم التمييز الجنسي (القيم التقليدية) والتطرف العنيف. في حين أن العلاقة بين دعم العنف ضد المرأة ودعم التطرف العنيف كانت إيجابية في جميع البلدان الأربعة.
في إندونيسيا، فإن النساء اللواتي يدعمن العنف ضد المرأة، أي الذين يتغاضون عن استخدام الرجال للعنف ضد المرأة، هم أكثر عرضة لدعم التطرف العنيف من الرجال الذين يتغاضون عن العنف ضد المرأة. 